# Antonne-et-Trigonant

Antonne-et-Trigonant este o comună în departamentul Dordogne din sud-vestul Franței. În 2009 avea o populație de 1.203 de locuitori.

## Evoluția populației
| An        | 1975 | 1982 | 1990  | 1999  | 2006  | 2009  |
| --------- | ---- | ---- | ----- | ----- | ----- | ----- |
| Populație | 917  | 961  | 1.050 | 1.079 | 1.186 | 1.203 |